# Solà de la Roca
El Solà de la Roca és una solana del terme municipal de Castell de Mur, dins de l'antic terme de Mur, al Pallars Jussà. Es troba en territori del poble de Vilamolat de Mur.
Està situada a llevant de Vilamolat de Mur, al vessant meridional del Serrat de la Solana, a l'esquerra del barranc de Rius. La llau de la Solana discorre per sota, a migdia, d'aquest solà.